# Малерсдорф-Пфафенберг
Малерсдорф-Пфафенберг (њем. Mallersdorf-Pfaffenberg) град је у њемачкој савезној држави Баварска. Једно је од 37 општинских средишта округа Штраубинг-Боген. Према процјени из 2010. у граду је живјело 6.479 становника. Посједује регионалну шифру (AGS) 9278148.

## Географски и демографски подаци
Малерсдорф-Пфафенберг се налази у савезној држави Баварска у округу Штраубинг-Боген. Град се налази на надморској висини од 411 метара. Површина општине износи 72,6 km². У самом граду је, према процјени из 2010. године, живјело 6.479 становника. Просјечна густина становништва износи 89 становника/km².

## Међународна сарадња
| Мјесто            | Држава  | Врста сарадње | Од    |
| ----------------- | ------- | ------------- | ----- |
| Падерно дел Грапа | Италија | партнерство   | 1990. |
| Извор             |         |               |       |